# Tim Simenon

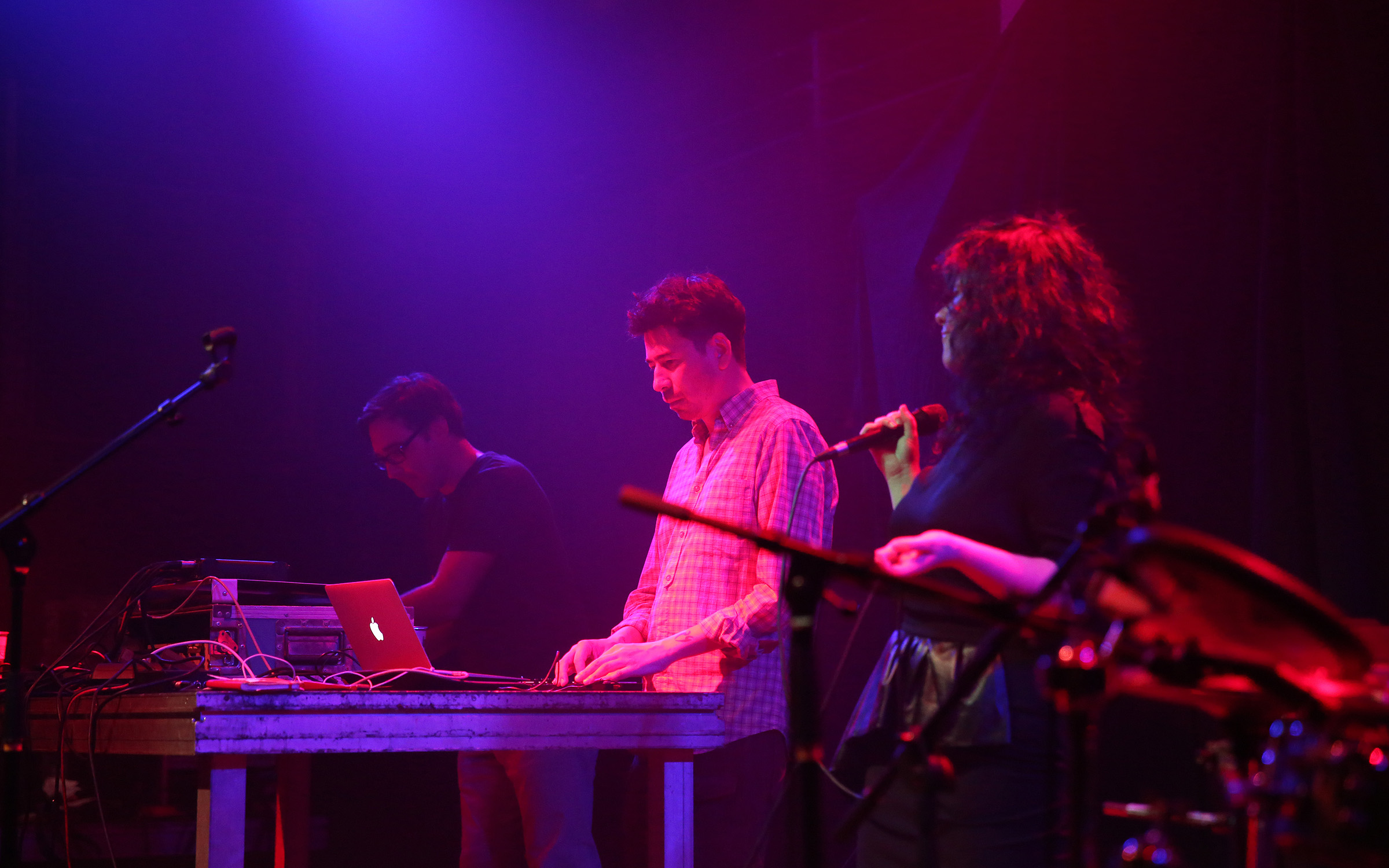
Ghost Capsules (met Tim Simenon), concert tijdens Popfest 2013, Wenen, Oostenrijk

Tim Simenon (Londen, 21 juni 1967) is een Britse danceproducer, die begin jaren 1990 succes had onder de naam Bomb The Bass.

## Het begin
Tim Simenons muzikale carrière begon midden jaren 80 als dj in de Londense Wag Club. Geïnspireerd door nieuwe muziek experimenteerde hij met keyboards en beatboxing. Na een korte cursus muziekproductie kreeg hij de kans om twee dagen lang opnames te maken in een muziekstudio. Samen met Pascal Gabriel, die later een grote naam zou worden in programmering, maakte hij het nummer Beat Dis, de debuutsingle van Bomb the Bass.
Het nummer, dat naar verluidt 500 pond kostte om te maken, bestond uit bij elkaar geknipte en geplakte samples, een opkomende hiphoptrend. Volgens de BBC, die de clip van Beat Dis vertoonde in hun muziekprogramma TOTP2, bevat het nummer 72 verschillende fragmenten, waaronder old-school hip-hop en funksamples (van de Jimmy Castor Bunch) en fragmenten uit The Good, the Bad and the Ugly en Thunderbirds.
Om de single uit te kunnen brengen, bleef Simenon werken als vakkenvuller en dj. Uiteindelijk werd de plaat uitgebracht door Rhythm King. De single werd voorzien van een Amerikaans importstempel en kreeg zo het aanzien van een New Yorkse clubhit. Het nummer was een groot succes en kwam rechtstreeks binnen op nummer twee van de Engelse hitparade. De smiley op de hoes heeft grote invloed gehad op de beeldcultuur rond acid house en rave.

## Eerste successen
Na Beat Dis volgden nog drie singles en het snel opgenomen album Into the Dragon. Het album leunde zwaar op het Japanse hiphoplabel Major Force, producer Steinski uit New York en het Engelse collectief Massive Attack/Wild Bunch and the 23 Skidoo / Ronin.
Met het produceren van de populaire hitsingle Buffalo Stance van de Zweeds/Afrikaanse artiest Neneh Cherry, vestigde hij z’n reputatie als hitproducer. Het nummer, waarin Simenon met naam en toenaam wordt geëerd (Bomb the Bass, rock this place), wordt een internationale hit (nummer drie Engelse hitlijst, nummer één Amerikaanse dance-hitlijst) en bereikt de eerste plaats in de Nederlandse top 40. Hierna volgden meerdere hits, zoals Manchild en het album Raw Like Sushi. Hoewel Simenon niet het hele album produceerde, volgt het wel dezelfde urban-stijl, vooruitlopend op de Amerikaanse hiphoprevolutie.

## Keeping the beat: Simenons eerste drie albums als Bomb the Bass
Bij elk volgend album blijft Simenon zich afzetten tegen de heersende dansmuziektrend door steeds meer gebruik te maken van live instrumenten. Unknown Territory combineert rauwe rockgitaren met breakbeats. Het album Clear gaat nog een stap verder en combineert bijdragen van Tackhead / On-U soundsystem met een mix van reggae en dub.
Simenons tweede album, Unknown Territory, moest in eerste instantie worden uitgesteld, ondanks de grote triphop hit Winter In July. Pink Floyd weigerde om een sample van het nummer Money vrij te geven, maar de grootste vertraging ontstond toen de band zich zag genoodzaakt om de naam Bomb The Bass tijdelijk niet te gebruiken, vanwege de mediacensuur rond de eerste Irakoorlog. De plaat werd tijdelijk uitgebracht onder de naam Tim Simenon.
Op z’n eerste drie albums is Simenons aesthetische fascinatie met niet-muzikale popcultuur duidelijk terug te vinden, zoals in het gebruik van samples van films als The Good, the Bad and the Ugly en Death Race 2000. Op Unknown Territory zijn fragmenten van films als Videodrome en Bladerunner gebruikt. Clear daarentegen bevat veel verwijzingen naar de werken (en het beruchte leven) van William Burroughs. De hoes is een eerbetoon aan de filmposter van Naked Lunch. Het nummer Bug Powder Dust is een samenraapsel van Burrougs uitspraken en imiteert in die zin diens ‘cut-up’-schrijfstijl. De veelvuldige verwijzingen naar drugsgebruik en het gebruik van gesproken tekst suggereren een vernieuwde terugkeer naar het beat-huwelijk van muziek en poëzie. De teksten zijn afkomstig van Justin Warfield, schrijver Will Self (die in de Beat-traditie heroïne combineerde met schrijverschap), en schrijver/muzikant Leslie Winer.

## Simenons carrière als producer
Tussen de Bomb the Bass-projecten door bleef Simenon werken als producer en remixer voor een hele reeks artiesten. Naast de 12-inch single Remember (vooral succesvol in clubs en raves in de UK) die hij met John Foxx maakte als Nation 12, produceerde hij ook voor Björk, David Bowie, Massive Attack, Ash, Seal, de rapgroep Consolidated, de Franse producer Hector Zazou, Gavin Friday en Depeche Mode.
De twee laatste projecten hadden een grote invloed op Simenons carrière. Voor Gavin Friday produceerde hij het album Shag Tobacco, wat voor Friday de doorbraak bij het grote publiek betekende. Het nummer Angel verscheen ook op de succesvolle soundtrack van de film Romeo and Juliet. De plaat trok de aandacht van Dave Gahan en Martin Gore van Depeche Mode, die net op zoek waren naar een nieuwe producer. Gahan: “Er werden veel namen genoemd (om ons nieuwe album te produceren), maar uiteindelijk kozen we Simenon omdat Martin (Gore) en ik zijn Gavin Fridays album echt geweldig vonden. Shag Tobacco is briljant en we vonden het geluid dat hij produceerde echt geweldig.”
Simenon werd gevraagd om Ultra te produceren, het eerste Depeche Mode album zonder Alan Wilder. Vanwege ruzies binnen de band en Dave Gahans strijd tegen z’n heroïneverslaving zou dit project meer dan 18 maanden duren. Het album, met daarop de singles Barrel of a Gun, It’s No Good en Home, kwam binnen op nummer één in de Engelse hitparade. Hoewel het album een hit was en wereldwijd meer dan drie miljoen exemplaren zou verkopen, had het project ook een minder positief effect op Simenon.
In de biografie Depeche Mode: Black Celebration van Steve Malis bekent Simenon: “Aan het eind van de opnames was ik gesloopt. In januari en februari ging ik gewoon door met werken, het stomste wat ik kon doen. Ik begon me echt ziek te voelen, dus nam ik een paar maanden vrij. Ik was mentaal en fysiek gewoon uitgeput.”
Simenon refereert hier aan de opnamesessies met Jack Dangers van Meat Beat Manifesto (de latere Tracks EP). Dit zou voorlopig het laatste Bomb the Bass project zijn, met uitzondering van de single Only When I Lose Myself met Depeche Mode. “Ik was al meer dan 10 jaar non-stop bezig. Ik was gewoon totaal uitgeput. Het werd allemaal te veel en dat had z’n prijs. Ik had totaal geen inspiratie meer.” Simenon deed een stapje terug, verhuisde naar Amsterdam en richtte z’n aandacht op het opzetten van het onafhankelijke platenlabel Electric Tones.
Het platenlabel werd in 2000 gelanceerd, voornamelijk voor ‘elektronische en bijzondere releases’ die zo de aandacht konden krijgen die ze volgens Simenon verdienden. Onder dit label bracht hij ook verschillende, meer experimentele compilaties uit onder z’n alias Flow Creator.
Het jaar erop werd Simenon samen met David Arnold genomineerd voor een Ivor Novello- muziekprijs voor z’n werk aan de melodie van de BBC-serie Randall and Hopkirk (Deceased).

## Weer op het podium: Simenon opnieuw als performer
De laatste paar jaar is Simenon langzaam maar zeker weer actief bezig: produceren voor Dot Allison, voor de in Bangkok gevestigde electroclash band Futon, en eerste tracks met de Schotse band Fangs.
Maar belangrijker nog: Simenon heeft Bomb the Bass nieuw leven ingeblazen met het veelgeprezen album Future Chaos, uitgebracht via !K7 Records in 2008. Het negen nummers tellende album is geschreven, opgenomen en geproduceerd in samenwerking met Paul Conboy (van A.P.E en Corker/Conboy) en bevat bijdrages van Toob, Jon Spencer, Fujiya & Miyagi en Mark Lanegan. De band treedt ook live op, met Simenon als live sampler en mixer, Conboy als toetsenist en zanger, en de twee broers Claudio en Valerio als respectievelijk dj en visual scratch artiest. Na het uitbrengen van de derde single, Black River (zang: Mark Lanegan), is de Future Chaos-campagne ten einde en keert Simenon terug naar de studio om te werken aan het volgende Bomb the Bass album dat voor eind 2009 op stapel staat.

## Discografie
2008
- Toob - Pirate Teeth w/Bomb the Bass
- Bomb the Bass - Black River w/Mark Lanegan
- Bomb the Bass - Butterfingers w/ Fujiya & Miyagi
- Bomb the Bass - So Special
- Bomb the Bass - Future Chaos (album)
- Fangs - Fangs City Rockers
- Fangs - Panik Attak

2007
- Futon - Strap It On
- Futon - Love So Strong
- Futon - End Of Friend

2006
- Primal Scream - Sometimes I Feel So Lonely (remix)
- Dot Allison - Quicksand
- Dot Allison - Paper Rose
- Biggi - Sofdu Med Ljosid A
- Biggi - Reason to Grow
- Biggi - Perfect Sunday

2002
- Robot Finger (als Flow Creator)
- Ikara (als Flow Creator)

2001
- Bomb the Bass - Fast w/Shawn Lee
- Bomb the Bass - Clear Cut w/Lali Puna

1999
- Bomb the Bass - Lost Your Soul
- Bomb the Bass - Disco Bob w/Justin Warfield

1998
- Depeche Mode - Only When I Lose Myself
- Curve - Sweetback
- Curve - Something Familiar
- Curve - Recovery
- Curve - Killer Baby
- Curve - Dirty High
- Curve - Coming Up Roses
- Alpha - Sometime Later (remix)

1997
- Depeche Mode - Ultra (album)
- Depeche Mode - The Bottom Line
- Depeche Mode - It's No Good
- Depeche Mode - Insight
- Depeche Mode - Home
- Depeche Mode - Barrel of a Gun

1996
- One Inch Punch - Secrets of the One Inch Punch (album)

1995
- David Bowie - Heart's Filthy Lesson (remix)
- Gavin Friday - Shag Tobacco (album)
- Gavin Friday - Caruso
- Gavin Friday - Angel

1994
- Gavin Friday & Bono - In the Name of the Father
- Sinead O'Connor - You Made Me the Thief of Your Heart
- Sinead O'Connor - Fire On Babylon
- Sinead O'Connor - Famine
- Sinead O'Connor - Thank You For Hearing Me
- Massive Attack - Sly (remix)
- Bomb the Bass - Clear (album)
- Bomb the Bass - Empire w/B Zephaniah & Sinead O'Connor
- Bomb the Bass - Dark Heart w/Spikey Tee
- Bomb the Bass - Bug Powder Dust w/Justin Warfield
- Bomb the Bass - Brain Dead w/Justin Warfield

1993
- Björk - Play Dead (remix)

1992
- Cheb Khaled - Didi (remix)

1991
- Bomb the Bass - Winter in July w/Loretta Heywood
- Bomb the Bass - Unknown Territory (album)
- Seal - Crazy

1988
- Neneh Cherry - Manchild
- Neneh Cherry - Buffalo Stance
- Bomb the Bass - Into the Dragon (album)
- Bomb the Bass feat. Lauraine - Don’t Make Me Wait
- Bomb the Bass - Megablast
- Bomb the Bass - Beat Dis